# Austalis conjucta
Austalis conjucta är en tvåvingeart som först beskrevs av Ferguson 1926.  Austalis conjucta ingår i släktet Austalis och familjen blomflugor. Inga underarter finns listade i Catalogue of Life.